# Bobai
Bobai is een stad in de prefectuur Yulin, in de provincie Guangxi in China. Bij de volkstelling van 2020 had de stad 599.279 inwoners.